# Acronema xizangense
Acronema xizangense är en flockblommig växtart som beskrevs av Shou Lu Liou och R.H.Shan. Acronema xizangense ingår i släktet Acronema och familjen flockblommiga växter. Inga underarter finns listade i Catalogue of Life.